# East Hampton (Nueva York)
East Hampton es un pueblo ubicado en el condado de Suffolk en el estado estadounidense de Nueva York. En el año 2000 tenía una población de 19.712 habitantes y una densidad de 102,5 personas por km². Es conocido por su área costera, parte de Los Hamptons, donde se hallan algunas de las residencias vacacionales más caras de Nueva York y de los Estados Unidos.

## Geografía
Según la Oficina del Censo, la ciudad tiene un área total de 999.5 km², de los cuales 192,4 son tierra y los restantes 807,1 agua.

## Demografía
Según la Oficina del Censo en 2000 los ingresos medios por hogar eran de $52.201, y los ingresos medios por familia eran $55.357. Los hombres tenían unos ingresos medios de $38.566 frente a los $32.062 para las mujeres. La renta per cápita para la localidad era de $25.725. Alrededor del 12,12% de la población estaban por debajo del umbral de pobreza. En la costa se encuentra la zona más cara de Los Hamptons, un área vacacional para algunas de las familias más ricas de Nueva York y de los Estados Unidos.